# Шибин (Китай)
Шиби́н (кит. упр. 施秉, пиньинь Shībǐng) — уезд Цяньдуннань-Мяо-Дунского автономного округа провинции Гуйчжоу (КНР).

## История
Уезд был образован ещё в 1444 году, во времена империи Мин.
После вхождения этих мест в состав КНР в 1950 году был создан Специальный район Чжэньюань (镇远专区), и уезд вошёл в его состав. В 1956 году Специальный район Чжэньюань был расформирован, и был образован Цяньдуннань-Мяо-Дунский автономный округ; уезд вошёл в состав нового автономного округа. В 1958 году уезд был расформирован, а его земли были разделены между уездами Хуанпин и Цзяньхэ, но в 1962 году уезд Шибин был воссоздан.

## Административное деление
Уезд делится на 4 посёлка и 4 волости.